# 79a Brigada Mixta (Exèrcit Popular de la República)
La 79a Brigada Mixta va ser una unitat de l'Exèrcit Popular de la República creada durant la Guerra Civil Espanyola. Al llarg de la contesa va arribar a operar als fronts d'Andalusia i Llevant.

## Historial
La unitat va ser creada al febrer de 1937 a partir de la militarització de les forces milicianes que guarnien el sector Granada-Jaén, quedant formada pels antics batallons «Tomás López», «Periáñez» i «Juan Arcos». Amb posterioritat va ser assignada a la 21a Divisió, quedant sota el comandament del comandant d'infanteria José Moreno Gómez. Durant els següents mesos va romandre en el front andalús, sense intervenir en operacions militars de rellevància.
Al març de 1938 va ser enviada com a reforç al capdavant d'Aragó, cap a la zona de Casp-Chipriana. Va partir cap a Aragó agregada a la Divisió «Andalusia». A la seva arribada a la zona, no obstant això, el front republicà havia cedit i la brigada va quedar estacionada en el sector d'Albocàsser. El 4 d'abril la 79a BM va haver de retirar-se de Morella, pel fet que la CXXIX Brigada Internacional s'havia retirat de les seves posicions i això amenaçava el flanc dret de la 79a Brigada. A la fi d'abril seria assignada a la 22a Divisió del XXI Cos d'Exèrcit, situada a l'àrea de Castelló. El 12 de juny la unitat va estar prop de ser envoltada per les forces franquistes en la Serra de Borriol, la qual cosa va evitar per poc, si bé l'endemà la 79a BM va sortir molt infringida després d'un atac enemic en el sector costaner. Després de ser sotmesa a una reorganització, la unitat va ser adscrita a la Divisió «C» de l'Agrupació Marquina, amb la qual romandria situada en la línia XYZ.
A l'agost, la 79 BM va passar a formar part de la 70a Divisió del XXII Cos d'Exèrcit, que llavors formava la reserva de l'Exèrcit de Llevant.
El 18 de setembre va participar en una petita ofensiva que pretenia tallar la carretera de Terol a Sagunt, en el sector controlat post els franquistes. L'endemà va aconseguir l'ocupació de la Fuente del Cañuelo i el dia 20 va aconseguir conquistar el Vèrtex Creventada; no obstant això, una contraofensiva de les forces del general Juan Bautista Sánchez González va aconseguir desbaratar el pla republicà, per la qual cosa la 79a BM degué tornar al seu punt de partida. El mes de novembre va participar en una altra petita ofensiva. En un ràpid atac la brigada va aconseguir ocupar Nules, seguint l'eix d'atac la línia ferroviària Tarragona-València. L'èxit republicana va durar poc, ja que l'arribada de la 12a Divisió franquista va frustrar els avanços republicans. La 79a BM no tornaria a prendre part en operacions militars de rellevància durant la resta de la contesa.

## Comandaments
Comandants
- Comandant d'infanteria José Moreno Gómez;[6]

Comissaris
- Rafael Bonilla Pérez;[7]
- Mariano Illera Aliares;

Caps d'Estat Major
- tinent d'infanteria Hipòlit Martínez Aparicio;[6]
- capità de milícies Diego Guardia Arjona;
- capità de milícies Francisco Fernández Jiménez;